# Isidore Carpentier-Risbourg
Isidore Carpentier-Risbourg, né le 12 septembre 1842 à Pommereuil (Nord) et décédé le 8 septembre 1917 dans la même ville est un homme politique français.

## Biographie
Agriculteur et négociant en vins, conseiller municipal de Pommereuil en 1868, conseiller d'arrondissement en 1892, il est député de la 2e circonscription de Cambrai de 1893 à 1898.

## Sources
- « Isidore Carpentier-Risbourg », dans Adolphe Robert et Gaston Cougny, Dictionnaire des parlementaires français, Edgar Bourloton, 1889-1891 [détail de l’édition]